# André Bruyère
André Bruyère, de son vrai nom André Bloch-Nathan, né le 17 avril 1912 à Orléans (Loiret) et mort le 12 avril 1998 à Paris, est un architecte, décorateur et sculpteur français.

## Jeunesse et formation
André Bruyère naît sous le nom d'André Bloch-Nathan à Orléans le 17 avril 1912. Il est issu d'une famille d’ingénieurs, de polytechniciens, d’intellectuels et de journalistes, dont certains membres sont proches du Parti communiste, et s'engagent pour certains dans la Résistance durant l'Occupation.
Il poursuit ses études à l'École spéciale d'architecture de Paris, où il suit notamment les cours d'Auguste Perret. Il en sort diplômé en 1934.

## Carrière
De 1936 à 1939, André Bruyère est le collaborateur d'Émile Aillaud et d'André Ventre. Il participe notamment à la réalisation du Pavillon de l’élégance et de la parure, à l’Exposition internationale des arts et techniques de Paris de 1937.
Durant la Seconde Guerre mondiale et l'Occupation, il entre dans la Résistance et participe au réseau Bertrand des Forces françaises de l'intérieur. Il prend le nom de Bruyère dans la clandestinité.
À partir de 1945, André Bruyère participe à la revue L’Architecture d’aujourd’hui ; revue dont il reste membre du comité de rédaction jusqu'en 1975. À l'été 1945, André Bruyère pilote ainsi un numéro consacré aux Solutions d'urgence, dans lequel il traite notamment de la fusée-céramique inventée par l'architecte Jacques Couëlle avant la guerre, qui permet la réalisation économique de voûtes aux courbes paraboliques,.
Son activité de résistant pendant la Seconde Guerre mondiale lui vaut d'organiser des mises en scène de défilés et de fêtes de la victoire comme le Rassemblement du Souvenir en forêt de Compiègne en août 1946,. Il réalise en 1948 un centre de post-cure pour la Fédération nationale des déportés et internés résistants patriotes à Fleury-Mérogis et, en 1950, le monument français au camp de concentration de Mathausen en 1950,.
En 1953, il élabore un projet de village polychrome avec André Bloc et Fernand Léger qui constitue une tentative de formulation d’une alternative à l’architecture moderniste par la synthèse des arts.
Dans les années 1960, André Bruyère élabore plusieurs projets d'hôtels et de complexes pour la Société des bains de mer de Monaco. Pour d'autres promoteurs, il réalise en 1963 l’hôtel La Caravelle en Guadeloupe et le centre de thalassothérapie de Quiberon. Ces constructions se caractérisent par la plasticité et les formes libres et dynamiques, notamment grâce aux voiles minces de béton étudiés avec l’ingénieur Henri Trezzini. André Bruyère réalise également plusieurs agences bancaires pour la BNP durant les années 1960.
À partir de 1964, André Bruyère lance le projet d'un gratte-ciel en forme d'œuf, étudié avec plusieurs ingénieurs et architectes dont Jean Prouvé. Ce projet est d'abord présenté au concours d'architecte pour la réalisation du Centre Georges Pompidou en 1971, avant d'être proposé dans d'autres con rours à New York, à Hong Kong ou encore sur le port de Marseille,. André Bruyère revient sur ce projet dans un ouvrage intitulé L'Œuf-The Egg publié en 1978.
Incarnant une sensibilité singulière parmi les architectes de son époque, André Bruyère participe aux débats intellectuels de son temps. En 1968, il précise sa vision dans un ouvrage polémique intitulé Pourquoi des architectes, dans lequel il définit l'architecte comme une « façon de mouler une tendresse sur une contrainte ».
En 1990, André Bruyère réalise le pavillon de gériatrie de l'hôpital Charles-Foix d'Ivry-sur-Seine. Ce bâtiment, tout en courbes et en volumes, prend le contre-pied de l’architecture hospitalière traditionnelle.
La dernière commande significative d'André Bruyère est un ensemble de logements sociaux pour la Régie immobilière de la ville de Paris.

## Réalisations

### Principales réalisations
- 1946 : Cérémonie à la mémoire des victimes du nazisme, Compiègne : éléments de scénographie.
- 1948 : Centre de post-cure à Fleury-Mérogis.
- 1950 : Monument français au camp de concentration de Mathausen.
- 1963 : Hôtel La Caravelle en Guadeloupe.
- 1966 : Laboratoire de mécanique physique électronique à la faculté des Sciences de Paris à Saint-Cyr-l'Ecole.
- 1967 : Ensemble de logements Les Astragales à Sausset-les-Pins.
- 1990 : L'Orbe, centre de séjour pour personnes âgées, à l'hôpital Charles-Foix d'Ivry-sur-Seine.

### Projets non réalisés
- 1947 : Chapelle en conque à São Paulo.
- 1953 : Village polychrome avec André Bloc et Fernand Léger[9].
- 1971 : L’Œuf (concours Plateau Beaubourg)

## Œuvres
- André Bruyère, Pourquoi des architectes ?, Jean-Jacques Pauvert éditeur, 1968
- André Bruyère, L'Œuf-The Egg, Paris, Albin Michel, 1978
- André Bruyère, Sols, Paris, Imprimerie nationale, 1989